# Acalypha macrostachyoides
Acalypha macrostachyoides é uma espécie de flor do gênero Acalypha, pertencente à família Euphorbiaceae.